# Râul Rotunda, Bistrița
Râul Rotunda este un curs de apă, afluent al râului Bistrița Aurie. 